# Prêmio Emmy Kids Internacional
O International Emmy Kids Awards, (em português: Prêmio Emmy Kids Internacional), foi estabelecido em 2013 pela Academia Internacional das Artes e Ciências Televisivas (IATAS) para reconhecer os melhores programas de televisão infantil ao redor do mundo. Inicialmente, os prêmios eram entregues em cerimônias separadas até 2021. A partir do ano seguinte, passaram a ser concedidos conjuntamente com a cerimônia de gala do Emmy Internacional.

## História
Os Prêmios Emmy Kids Internacional foram criados pela Academia Internacional de Artes e Ciências Televisivas com o objetivo de reconhecer o que há de melhor na programação infantil fora dos Estados Unidos. A primeira divulgação dos indicados ocorreu durante uma conferência de imprensa da Academia na MIPCOM em Cannes, França, em 8 de outubro de 2012. Na ocasião, foram nomeados 24 programas de 13 países distribuídos em 6 categorias. A cerimônia de premiação ocorreu em 8 de fevereiro de 2013, no Lighthouse Ballroom no Cais de Chelsea, na cidade de Nova York. Os vencedores são selecionados por jurados de 67 países membros da Academia.
Em 2020, a Academia Internacional decidiu reduzir as categorias de premiação para apenas três: animação, entretenimento factual e séries live-action.

## Categorias
Os Prêmios Emmy Kids são divididos em três categorias específicas para este evento:
- Melhor Animação
- Melhor Programa Factual e Entretenimento
- Melhor Filme ou Série Live Action